# 아프리카 핸드볼 연맹
아프리카 핸드볼 연맹(프랑스어: Confédération Africaine de Handball, 영어: African Handball Confederation, CAHB)은 아프리카의 핸드볼 종목을 총괄하는 국제 스포츠 행정 기구이다. 이 단체는 아프리카 핸드볼 선수권 대회 등 아프리카 지역의 국제 핸드볼 대회를 운영하고 있다. 또한 국제 핸드볼을 관장하는 6개 대륙 협회 중 하나로 53개 회원국이 가입되어 있다. 본부는 코트디부아르 아비장에 있다.

## 같이 보기
- 국제 핸드볼 연맹